# Eburia crinitus
Eburia crinitus är en skalbaggsart som beskrevs av Noguera 2002. Eburia crinitus ingår i släktet Eburia och familjen långhorningar.
Artens utbredningsområde är:
- Nicaragua.
- Panama.

Inga underarter finns listade i Catalogue of Life.